# Mama (Oroszország)
Mama (oroszul: Мама) városi jellegű település Kelet-Szibériában, Oroszország Irkutszki területén, a Mama-csujai járás székhelye. A Szovjetunió idején a muszkovitpala bányászat legnagyobb központja volt.
Lakossága: 3630 fő (a 2010. évi népszámláláskor).

## Fekvése
Az Irkutszki terület északkeleti részén, a Vityim és mellékfolyója, a Mama összefolyásánál, a két folyó bal partján helyezkedik el. A terület az Észak-bajkáli-felföldhöz tartozó, erdővel borított, hegyes vidék. Távol van a nagyobb városoktól és a szárazföldi közlekedési utaktól; a legfontosabb szállítási útvonal a folyó.
Távolsága Uszty-Kut Léna nevű vasútállomásától 976 km (vagy 920 km). A legközelebbi város a Vityim túlsó partján, a 120 km-re fekvő Bodajbo, mellyel szintén vízi úton van összeköttetés. A hajózási szezon májustól októberig tart.
Télen a fagyott földön kialakított ideiglenes útvonalon (zimnyik) lehet eljutni Takszimo vasútállomásig (240 km). A tavaszi és őszi időszakban a település el van vágva a külvilágtól, csak az Irkutszkba közlekedő légijárat biztosítja a kapcsolatot.
A járás éghajlata szélésőségesen kontinentális. A januári középhőmérséklet –28,9 °C (a legalacsonyabb hőmérséklet –55-60 °C-t is elérheti), a júliusi 17,9 °C.

## Története
Története összefonódott a bányászattal és a feldolgozó kombináttal. A muszkovitpala lelőhelyeit már a korábbi századokban is ismerték, de ipari kitermelése csak a szovjet időszakban kezdődött. A területre 1926-ban geológusok érkeztek, majd két évvel később bányászati igazgatóság alakult és elkezdődött a lakóterületek kiépítése. 1932-ben a helység városi jellegű település státust kapott, hivatalosan akkor vette fel a mellékfolyó nevét. 
1946-ban elkészült az IL-12-es és IL-14-es repülőgépek fogadására alkalmas leszállópálya. A Kirenszki- és a Bodajbói járás egyes területrészeinek leválasztásával 1951-ben létrehozták a Mama-csujai járást, és Mama járási székhely lett. Gazdaságának és mindennapi életének alapját a kezdetektől meghatározta a muszkovitpala bányászatára épült és azt szervező nagy feldolgozó kombinát. 
Az elektrotechika gyors változása, új alapanyagok térhódítása miatt az 1980-as években a csillámpala bányászatát csökkenteni kellett, a Szovjetunió felbomlásával kialakult válság idején, 1994-ben pedig le is állították. Később a kombinát csődbe ment, majd magántulajdonba került, de fejlesztése, a termelés felfuttatása elmaradt. 
A település nagy mértékben központi támogatásra szorul, és a kiépített közlekedési útvonalak hiánya a szállításokat nagyon megdrágítja.